# فالي تودو

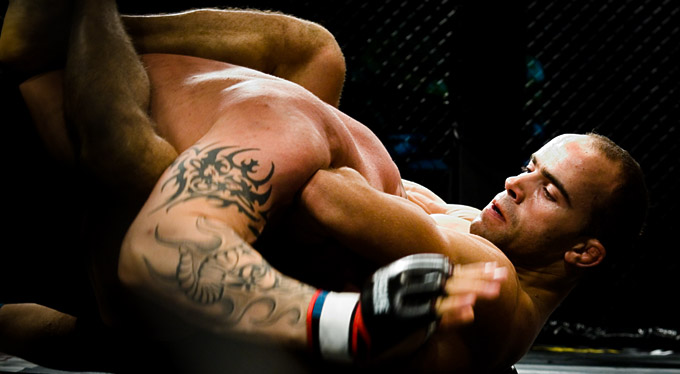

فالي تودو Vale-tudo كلمة برتغالية تعني كل شيء مسموح به. والمسمى الذي يعرف به القتال الحر أي دون أو بحد أدنى من الضوابط والقواعد عند النزال.